# 처녀의 수첩
"처녀의 수첩"은 한국에서 제작된 엄준 감독의 1973년 영화이다. 최지숙 등이 주연으로 출연하였고 신상옥 등이 제작에 참여하였다.

## 출연

### 주연
- 최지숙
- 호리리

## 기타
- 원작자: 신상옥